# Поддубный (Волгоградская область)
Поддубный — хутор, входит в состав Отрадненской сельской территории городского округа «город Михайловка» Волгоградской области России. Население 145 человек (2010).

## История
В 1966 г. Указом Президиума ВС РСФСР хутор отделения № 3 совхоза «Отрадное» переименован в Поддубный.

## География
Расположен в северо-западной части области, в лесостепи, в пределах Приволжской возвышенности, являющейся частью Восточно-Европейской равнины.
Уличная сеть состоит из пяти географических объектов: Солнечный пер.,  ул. Звездная,  ул. Киевская,  ул. Поперечная,  ул. Центральная.
Абсолютная высота 69  метров над уровня моря .

## Население
| 2010 |
| ---- |
| 145  |

Гендерный состав
По данным Всероссийской переписи населения 2010 года в гендерной структуре населения из 105 человек мужчин — 59, женщин — 46 (56,2 и 43,8 % соответственно).
Национальный состав
Согласно результатам переписи 2002 года, в национальной структуре населения
русские составляли 74 % из общей численности населения в 201 человек

## Инфраструктура
Было развито сельское хозяйство, действовало отделение № 3 совхоза «Отрадное».
Личное подсобное хозяйство.